# MojaGeneracja.pl
MojaGeneracja.pl (Moja Generacja) – polski serwis społecznościowy działający w latach 2007–2012, założony przez spółkę Gadu-Gadu.

## Charakterystyka
Strona internetowa MojaGeneracja.pl była zintegrowana z komunikatorem Gadu-Gadu i umożliwiała zalogowanie się do niej poprzez własny numer i hasło. Zbudowany na modelu Web 2.0 portal dawał użytkownikom możliwość stworzenia własnej wirtualnej wizytówki, prowadzenia bloga, dodawania zdjęć oraz rozmów w grupach tematycznych. Umożliwiał też ocenianie i komentowanie profili oraz treści generowanych przez innych użytkowników. Pisanie i publikowanie wpisów na bloga było także możliwe w mobilnej wersji Gadu-Gadu na telefonach komórkowych. Z czasem uruchomiono dodatkowe funkcje serwisu, m.in. Gry, Wydarzenia, edukacyjną podstronę EduNacja czy Muzango przeznaczone dla artystów muzycznych.

## Historia
Strona MojaGeneracja.pl została otworzona 15 lutego 2007, zastępując uruchomiony w maju 2005 internetowy katalog użytkowników o nazwie Generacja Gadu-Gadu. Wszystkie fora z poprzedniego serwisu zostały przeniesione do nowej strony. Portal szybko osiągnął dużą popularność i już po pierwszym miesiącu działalności liczba jego unikalnych użytkowników wzrosła ponad dwukrotnie (z przeszło 600 tys. do ponad 1,5 miliona), a w czerwcu sięgnęła niemal 1,7 miliona. Oficjalne blogi na portalu zaczęły otwierać także osoby publiczne, m.in. politycy Lech Wałęsa i Joanna Senyszyn oraz muzycy Gosia Andrzejewicz, Doda, Kasia Cerekwicka, Tede i Łzy. Jesienią na stronie pojawił się edukacyjny program EduNacja, który spotkał się z dużym zainteresowaniem internautów, a także możliwość dodawania zdjęć do galerii. Jeszcze w 2007 liczba zarejestrowanych kont Mojej Generacji sięgnęła ponad 5 milionów, a w grudniu serwis zanotował 2,76 miliona użytkowników. Na początku 2008 wprowadzono możliwość zostawiania komentarzy dźwiękowych. W grudniu 2008 portal miał wciąż 2,8 miliona użytkowników.
W lutym 2012 Moja Generacja miała już tylko 493 tys. miesięcznych użytkowników. Jesienią 2012 firma GG Network poinformowała o planowanym zamknięciu portalu, co spotkało się z falą protestów ze strony użytkowników. Moja Generacja zakończyła jednak działalność 5 listopada 2012.